# 湯河原郵便局
湯河原郵便局（ゆがわらゆうびんきょく）は神奈川県足柄下郡湯河原町にある郵便局。民営化前の分類では集配普通郵便局であった。

## 沿革
- 1963年（昭和38年）10月28日 - 湯河原郵便局として、湯河原町大字城堀に開局。旧・湯河原郵便局（同日、湯河原温泉郵便局に改称）および吉浜郵便局から集配業務を移管[1]。
- 1987年（昭和62年）10月26日 - 真鶴郵便局から集配業務を移管。
- 2000年（平成12年）8月14日 - 外国通貨の両替および旅行小切手の売買に関する業務取扱を開始。
- 2007年（平成19年）10月1日 - 民営化に伴い、併設された郵便事業湯河原支店に一部業務を移管。
- 2012年（平成24年）10月1日 - 日本郵便株式会社発足に伴い、郵便事業湯河原支店を湯河原郵便局に統合。

## 取扱内容
- 郵便、印紙、ゆうパック、内容証明
- 貯金、為替、振替、振込、国際送金、外貨両替・トラベラーズチェック、国債、投資信託
- 生命保険、バイク自賠責保険、自動車保険
- ゆうちょ銀行ATM
- 「259-03xx」区域（足柄下郡湯河原町の全域）、「259-02xx」区域（足柄下郡真鶴町の全域）の集配業務
- ゆうゆう窓口

## 周辺
- 湯河原町役場
- 湯河原町立湯河原中学校
- 国道135号
- 藤木川
- 産土八幡神社

## アクセス
所在地は〒259-0399 神奈川県足柄下郡湯河原町土肥2-2-5
- JR東海道本線 湯河原駅から東へ約500m（徒歩約6分）
- 伊豆箱根バス、伊豆東海バス 城堀停留所下車
- 駐車場あり：7台